# Egbert de Rooij
Egbert de Rooij (1936) is een beeldend kunstenaar uit Soest. De Rooij kreeg zijn opleiding aan de academie voor Beeldende kunsten in Rotterdam. Daarna verhuisde hij van Gouda naar Soest. 

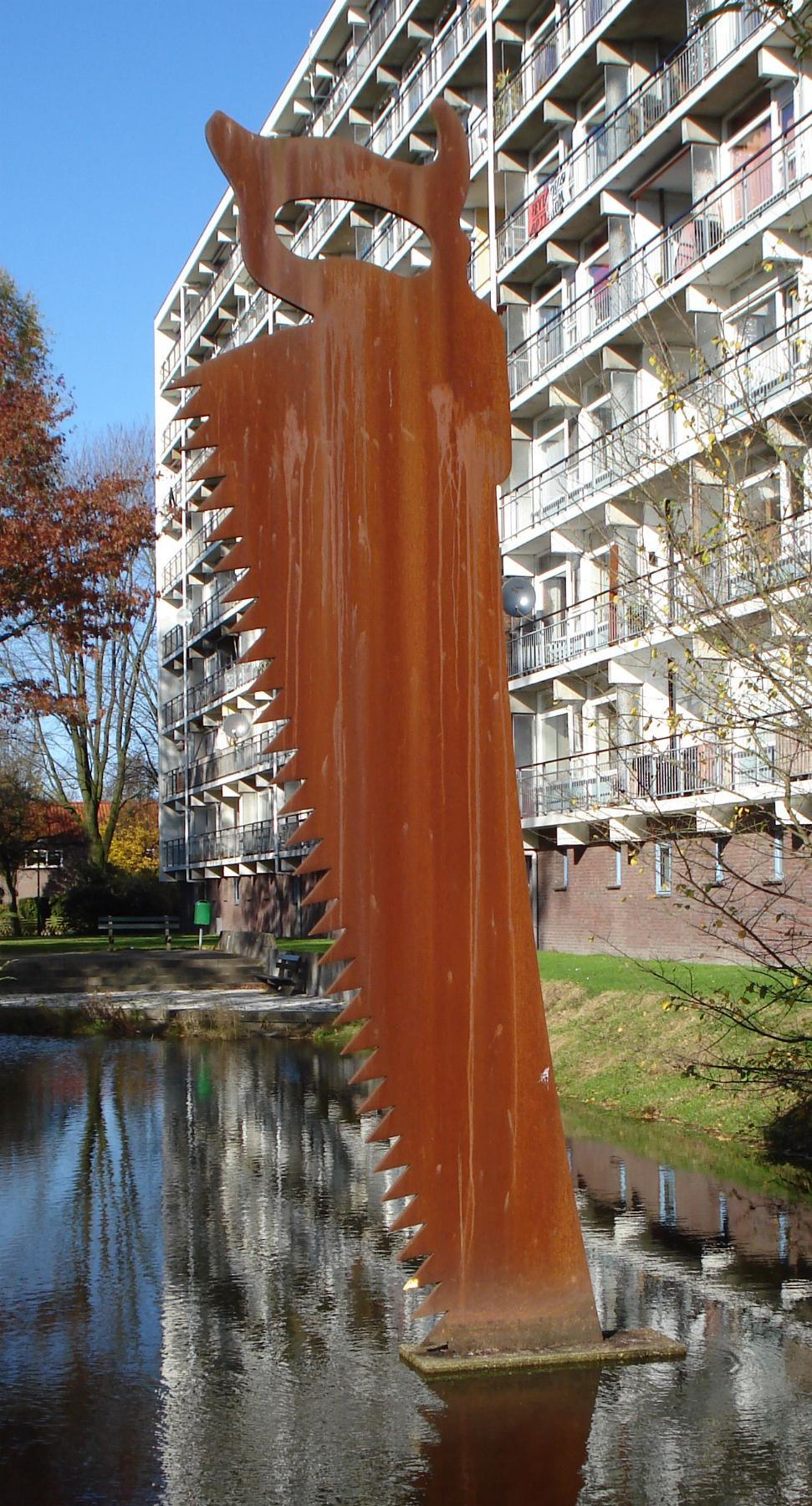
IJzeren zaag

Zijn vooral surrealistisch werk uit het begin werd later steeds meer figuratief. Zijn schilderijen tonen naast landschappen en portretten vaak koeien als onderwerp. Zo waren zijn koeien in 1998 te zien op de Haagse expositie Koe en Koningin. 
De Rooij maakt naast muurschilderingen ook decors. Ook maakte hij decors voor bijvoorbeeld Sesamstraat.
In Soest bevinden meerdere van zijn werken zich in de openbare ruimte. In 1984 en 1985 maakte hij met Ton Paauw enorme schilderingen in de vorm van wasknijpers en een stekker met stroomdraad en ook kleurpotloden en verftubes op flats aan de Dalweg in de Soester wijk Klaarwater. Dergelijke verftubes bracht hij ook aan op flats aan het Nijpelsplantsoen in Nieuwegein.Op de hoek van de Dalweg met de Koningsweg in Soest staat een ruim zes meter hoge zaag in een waterpartij. Aan de gevel van de plaatselijke muziekschool maakte hij een muzieksleutel. Voor de Banninghal in Soesterberg maakte hij een bewegend ballenbeeld.